# Рупвілл (Джорджія)
Рупвілл (англ. Roopville) — місто (англ. town) в США, в окрузі Керролл штату Джорджія. Населення — 231 особа (2020).

## Географія
Рупвілл розташований за координатами 33°27′24″ пн. ш. 85°7′49″ зх. д. / 33.45667° пн. ш. 85.13028° зх. д. (33.456639, -85.130407).  За даними Бюро перепису населення США в 2010 році місто мало площу 2,05 км², уся площа — суходіл.

## Демографія
Згідно з переписом 2010 року, у місті мешкало 218 осіб у 83 домогосподарствах у складі 62 родин. Густота населення становила 107 осіб/км².  Було 99 помешкань (48/км²).
Расовий склад населення:
| - 81,7 % — білих - 17,9 % — чорних або афроамериканців - 0,5 % — корінних американців |

До двох чи більше рас належало 0,0 %. Частка іспаномовних становила 0,0 % від усіх жителів.
За віковим діапазоном населення розподілялося таким чином: 23,4 % — особи молодші 18 років, 59,2 % — особи у віці 18—64 років, 17,4 % — особи у віці 65 років та старші. Медіана віку мешканця становила 38,3 року. На 100 осіб жіночої статі у місті припадало 83,2 чоловіків;  на 100 жінок у віці від 18 років та старших — 77,7 чоловіків також старших 18 років.
Середній дохід на одне домашнє господарство  становив 52 007 доларів США (медіана — 50 096), а середній дохід на одну сім'ю — 52 561 долар (медіана — 40 625). За межею бідності перебувало 17,7 % осіб, у тому числі 22,4 % дітей у віці до 18 років та 10,0 % осіб у віці 65 років та старших.
Цивільне працевлаштоване населення становило 148 осіб. Основні галузі зайнятості: виробництво — 19,6 %, роздрібна торгівля — 18,2 %, освіта, охорона здоров'я та соціальна допомога — 16,2 %.